# كريستي ريتشاردز
كريستي ريتشاردز هي متزحلقة حرة كندية، ولدت في 27 أكتوبر 1981 في بينتيكتون في كندا.

## وصلات خارجية
- كريستي ريتشاردز على موقع الاتحاد الدولي للتزلج (التزلج الحر) (الإنجليزية)
- كريستي ريتشاردز على موقع أوليمبيديا (الإنجليزية)